# Dushore
Dushore es un borough ubicado en el condado de Sullivan en el estado estadounidense de Pensilvania. En el año 2000 tenía una población de 663 habitantes y una densidad poblacional de 290.9 personas por km².

## Geografía
Dushore se encuentra ubicado en las coordenadas 41°31′40″N 76°24′02″O / 41.52778, -76.40056.

## Demografía
Según la Oficina del Censo en 2000 los ingresos medios por hogar en la localidad eran de $26,635 y los ingresos medios por familia eran $41,563. Los hombres tenían unos ingresos medios de $31,042 frente a los $21,125 para las mujeres. La renta per cápita para la localidad era de $17,448. Alrededor del 14.4% de la población estaba por debajo del umbral de pobreza.